# Adam Hloušek
Adam Hloušek est un footballeur tchèque, né le 20 décembre 1988 à Turnov. Il évolue actuellement au Bruk-Bet Termalica Nieciecza comme milieu offensif.

## Palmarès

### En club
- FK Jablonec
  - Vainqueur de la Coupe de Tchéquie : 2007
- Legia Varsovie
  - Champion du Championnat de Pologne : 2016 et 2017
  - Vainqueur de la Coupe de Pologne :  2016 et  2018

### Distinctions personnelles
- Espoir tchèque de l'année : 2009